# История красоты
«История красоты» (итал. Storia della bellezza) — книга, изданная под редакцией Умберто Эко. Впервые была издана в 2004 году.
В основу книги положен cd-rom «Красота. История одной идеи западной культуры» под редакцией Умберто Эко, выпущенный Motta On Line в 2002 году, в который были внесены исправления и добавления.
Часть глав (введение, главы 3 — 6, 11, 13, 15, 16, 17) написаны Умберто Эко, главы же 1, 2, 7 — 10, 12, 14 — Джироламо де Микеле.
В России книга была впервые издана в 2005 году изданием СЛОВО/SLOVO в переводе А. А. Сабашниковой и впоследствии переиздавалась в 2006, 2007, 2008, 2009 и 2010 годах.

## Продолжение
В 2007 году была выпущена книга, являющаяся логическим продолжением «Истории красоты» — "История уродства" (итал. Storia della bruttezza), в которой Умберто Эко на этот раз анализирует понятия уродливого и безобразного и говорит об уродливом и прекрасном не как о противоположных понятиях, а скорее как о коррелятивных. Сам автор отмечал, что процесс написания этой книги и исследования захватили его больше, так как на тему уродства почти нет литературы и гораздо меньше стереотипов, что кроет в себе множество занимательных и удивительных открытий.